# Breuil-Cervinia
Breuil-Cervinia is een plaats (frazione) in de Italiaanse gemeente Valtournenche, in de regio Aostadal. Het ligt op 2006 meter boven de zeespiegel.
Het dorp ligt aan de zuidelijke voet van de beroemde Matterhorn, in Italiaans monte Cervino, in Frans mont Cervin. Samen met Zermatt (aan de andere kant van de Matterhorn, in Zwitserland) deelt het het skigebied Matterhorn Ski Paradise, waar je het hele jaar door kan skiën. Dit is het op een na grootste zomerskigebied van Europa, na de Hintertuxer Gletscher in Oostenrijk. Tijdens de winter vind je er 326 km aan skipistes. Ook het hoogste met een kabelbaan te bereiken punt (Klein Matterhorn, 3883m) van de Alpen is in dit skigebied te vinden.

## Wielrennen
Breuil-Cervinia was vijf keer de aankomstplaats van een etappe van de Ronde van Italië; in 1960, 1997, 2012, 2015 en 2018.
In 2012 was Breuil-Cervinia de aankomstplaats voor de veertiende etappe van de Ronde van Italië. De etappe startte in Cherasco, in de regio Piëmont, en na 206 km kwam de Costa Ricaan Andrey Amador van Team Movistar als eerste over de meet, voor zijn medevluchters Jan Bárta en Alessandro De Marchi. Dit was pas de eerste profzege voor Amador, en hiermee werd hij de eerste Costa Ricaan ooit die een rit won in een grote ronde. De uiteindelijke eindwinnaar, de Canadees Ryder Hesjedal, werd vierde en nam hier opnieuw de roze leiderstrui over van de Spanjaard Joaquim Rodríguez.